# SMS Monarch
Az SMS Monarch az Osztrák–Magyar Monarchia Monarch-osztályú partvédő páncélosa volt az első világháborúban. A testvérhajói a SMS Budapest és az SMS Wien volt.

## Pályafutása
1893. július 31-én a gerince egyik darabjának lefektetésével megkezdődött az építése. 1894. december 2-án I. Ferenc József császár jóváhagyta a nevét. 1895. május 9-én (a helgolandi ütközet évfordulóján) vízre bocsátották. A keresztanya szerepét Mária Terézia Antonietta főhercegnő látta el. A vendégek között jelen voltak még I. Ferenc József császár és két öccse, Károly Lajos és Lajos Viktor főherceg, valamint Ferenc Szalvátor és Károly István főherceg ellentengernagy, ez utóbbi a hitvesével, Mária Terézia Antonietta főhercegnővel. A díszlobogót a tengerésztisztek feleségei adományozták a hajónak.
1898. május 9-én 16.00-kor Ferenc Ferdinánd főherceg szemlét tartott a hajón Polában. Május 11. - augusztus 19. között a Nyári Hajóraj, 1. Nehézhajó Divíziójának, egyben Franz Freiherr von Minutillo altengernagynak volt a zászlóshajója. Kísérleteket folytattak a Sellner-féle éjszakai jelzőberendezéssel. Az eredmények kielégítőek voltak. Dalmáciában hajózott. Augusztus és október között kiképző utakat tett. A szellőzői huzatjának javítása érdekében meghosszabbították a szellőzőkürtők magasságát.
1900-ban Rudolf Graf Montecuccoli ellentengernagy zászlóshajója volt. Májusban leszerelték. 1901-ben lengéscsillapító bordákat és két db 4,7 cm-es gyorstüzelő löveget kapott. 10. 14-én felszerelték és a Hajórajban Julius von Ripper ellentengernagy zászlóshajója lett. Dalmáciában hajózott. 1902. március 1-jén kifutott Pólából a Hajórajjal egy a Földközi-tenger nyugati medencéjében végrehajtandó cirkálásra. 1903-ban tartalékállományban volt. December 31-én felszerelték. 1904. január 1. - március 21. között a Hajóraj kötelékében szolgált és Dalmácia előtt hajózott, majd befutott Teodóba.
1908-ban a 2. Nehézhajó Divízió, és Friedrich Müller von Elblein ellentengernagy zászlóshajója volt. Azután alapos karbantartást végeztek a hajón. 1913. március 10-én törölték a Flotta aktív hajóinak állományából. a rádióállomását áthelyezték. A Hajósinas Iskola kiképző hajójaként Sebenicóba ment. 1914. március 1-jén felszerelték és az Altiszti Iskola növendékeivel a Levantén cirkált. 1914. augusztus 16-án felderítést hajtott végre Budua és Castellausta előtt. A francia flotta megpillantásakor visszafordult, majd a Punta d’Ostro alatt egy mérföldre megállt és ott várakozott a saját egységek beérkezésére. A Zenta elsüllyesztéséből csupán egy fehér füstoszlopot látott. Szeptember 9-én és szeptember 17-én Budua ellen intézett tűzcsapást. Szeptember 19-én a francia flotta közeledtekor a Punta d’Ostro mellett foglalt állást. Azután a montenegrói állásokat ágyúzta.
1916. július 30-án dokkolás céljából Pólába indult. Szeptember 2-án visszatért a Cattarói-öbölbe. 1918. február 1-jén a hajón is kitört a matrózlázadás, amely két nap múlva véget is ért. Március 14-én az 5. Divízió Parancsnoksága elköltözött a hajóról, melyet a cattarói Tengeralattjáró Állomás használt azután lakóhajónak. Április 9-én az Állomás visszaadta. November 1-jén a Cattarói-öbölben tartózkodott. 1919 januárjában a délszláv legénység lakóhajóként használta. Április 2-3. között Gjenovicban tartózkodott, a brit M1-es tengeralattjárót mellette fényképezték le. 1920-ban Nagy-Britanniának ítélték, de eladták a római Vaccaro & Co Acélműveknek lebontásra.

## Külső hivatkozások
- SMS Monarch a Naval History honlapján (angolul)